# Liste der Baudenkmäler in Kirchweidach

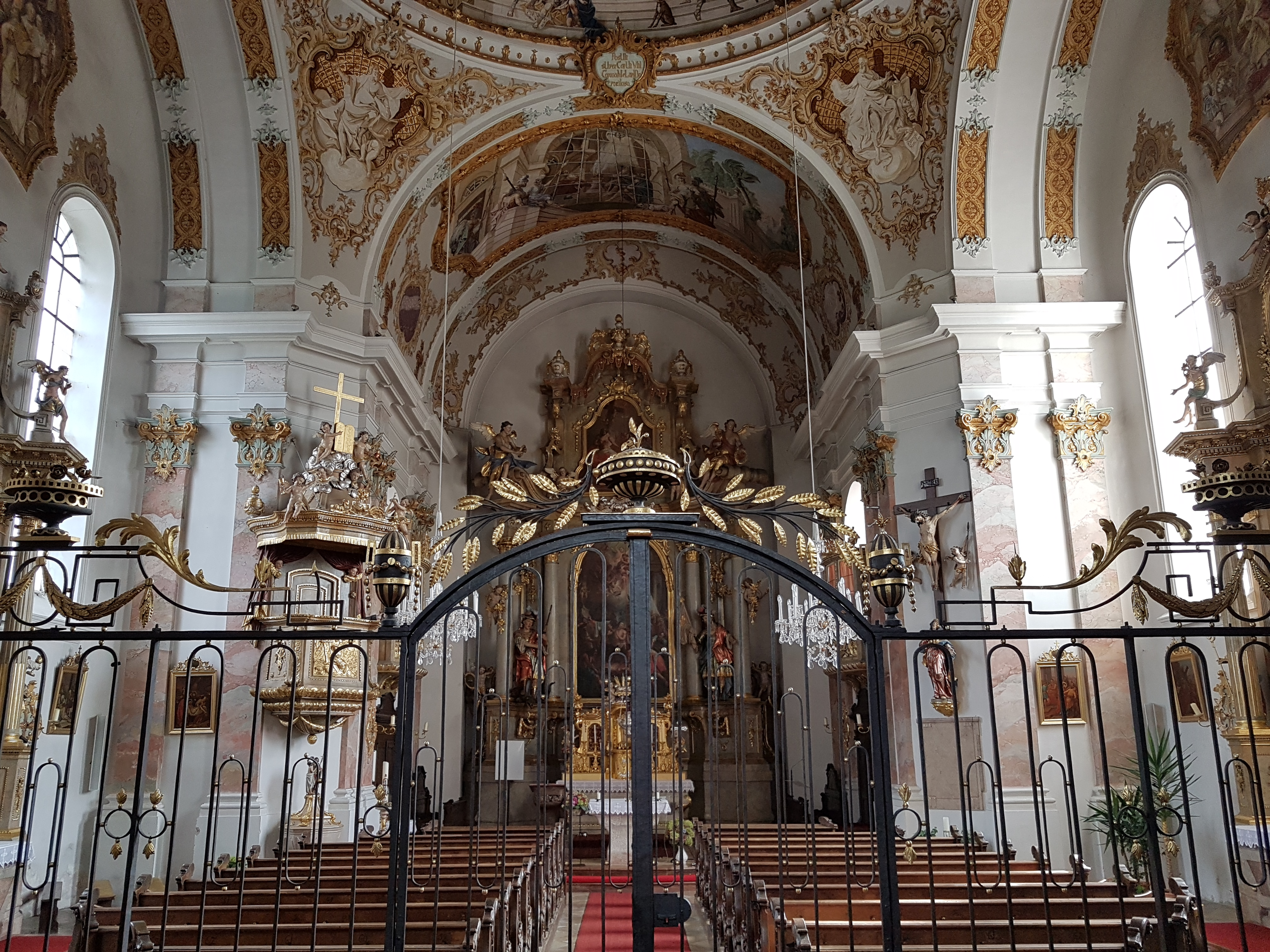
Innenraum von St. Vitus in Kirchweidach

Auf dieser Seite sind die Baudenkmäler in der oberbayerischen Gemeinde Kirchweidach zusammengestellt. Diese Tabelle ist eine Teilliste der Liste der Baudenkmäler in Bayern. Grundlage ist die Bayerische Denkmalliste, die auf Basis des Bayerischen Denkmalschutzgesetzes vom 1. Oktober 1973 erstmals erstellt wurde und seither durch das Bayerische Landesamt für Denkmalpflege geführt wird. Die folgenden Angaben ersetzen nicht die rechtsverbindliche Auskunft der Denkmalschutzbehörde.

## Baudenkmäler nach Ortsteilen

### Kirchweidach
| Lage                                | Objekt                                | Beschreibung | Akten-Nr.             | Bild                                  |
| ----------------------------------- | ------------------------------------- | --- | --------------------- | ------------------------------------- |
| Haidfeld (Standort)                 | Wegkapelle, sog. Bonauerkapelle       | zweite Hälfte 19. Jahrhundert; an der Straße nach Bonau bei einer alten Linde                                                               | D-1-71-122-5 Wikidata | BW                                    |
| Hauptstraße 15 (Standort)           | Totenkapelle, oder Allerseelenkapelle | Hohes und schmales Langhaus mit Fünfachtelschluss, Anfang 16. Jahrhundert; mit Ausstattung; am Rande des Kirchfriedhofs                     | D-1-71-122-4 Wikidata | Totenkapelle, oder Allerseelenkapelle |
| Hauptstraße 17 (Standort)           | Katholische Pfarrkirche St. Vitus     | kreuzförmiger Zentralraum mit Kuppel, Spätrokoko, Neubau durch Franz Alois Mayr, 1770, ab 1771 Baumeister Joseph Lindtmayr; mit Ausstattung | D-1-71-122-2 Wikidata | weitere Bilder                        |
| Hauptstraße 22 (Standort)           | Bundwerkstadel                        | mit reichem Bundwerk, bezeichnet mit dem Jahr 1860                                                                                          | D-1-71-122-3 Wikidata | Bundwerkstadel                        |
| Nähe Burghausener Straße (Standort) | Bildstock                             | Vielleicht noch 16. Jahrhundert | D-1-71-122-6 Wikidata | BW                                    |

### Berg
| Lage                      | Objekt                         | Beschreibung | Akten-Nr.             | Bild |
| ------------------------- | ------------------------------ | --- | --------------------- | ---- |
| Berg 1; Berg 2 (Standort) | Bauernhaus                     | Zweieinhalbgeschossiger Tuffquaderbau mit Satteldach, Giebel- und Traufschrot, um 1865; Stadel, mit Gitterbundwerk, Fugenmalerei, bezeichnet mit dem Jahr 1865 | D-1-71-122-7 Wikidata | BW   |
| Berg 1; Berg 2 (Standort) | Feldkapelle                    | mit Halbwalmdach und Fresken, Mitte 18. Jahrhundert; mit Ausstattung; südlich des Weilers unter einer alten Linde | D-1-71-122-9 Wikidata | BW   |
| Berg 3 (Standort)         | Vierseithof (Beim Vordermeier) | nördlich Wohnstallhaus, Tuffquader- und Holzblockbau mit Bundwerkteil, erste Hälfte 19. Jahrhundert, Glockenständer, bezeichnet mit dem Jahr 1886; östlich Stall, massiver Satteldachbau mit Fugenmalerei, böhmisches Gewölbe, 19. Jahrhundert; südlich Stadel, bezeichnet mit dem Jahr 1878; westlich Stallstadel, mit Bundwerk, wohl 1818 | D-1-71-122-8 Wikidata | BW   |

### Hütting
| Lage                 | Objekt                | Beschreibung | Akten-Nr.              | Bild |
| -------------------- | --------------------- | --- | ---------------------- | ---- |
| Hütting 1 (Standort) | Ehemaliges Bauernhaus | Natursteinmauerwerk, südseitig verputzt, Hochlaube, reich gestaltetes Vordach, Glockenständer und Heiligenfresko in Stuckrahmen, erbaut 1865 | D-1-71-122-24 Wikidata | BW   |
| Hütting 2 (Standort) | Zuhaus zu Nr. 3       | im Typ einer kleinen Vorstadtvilla, mit Neurenaissance-Gliederungen, im Inneren Hauskapelle mit Ausstattung in neuromanischen Formen, um 1890 | D-1-71-122-42 Wikidata | BW   |
| Hütting 3 (Standort) | Bauernhaus            | Nordflügel des Vierseithofes, stattliches dreigeschossiges Wohnstallhaus, Tuffquaderbau, von 1851; geschnitzte Haustür, sogenannte „Leberertür“, bezeichnet mit dem Jahr 1856; östlich Hütte, mit Bundwerk, Mitte 19. Jahrhundert; südlich Stadel, mit Gitterbundwerk, Mitte 19. Jahrhundert bzw. 1873 | D-1-71-122-25 Wikidata | BW   |

### Neukirchen an der Alz
| Lage                                                  | Objekt                       | Beschreibung | Akten-Nr.              | Bild |
| ----------------------------------------------------- | ---------------------------- | --- | ---------------------- | ---- |
| Neukirchen a.d.Alz 1; Neukirchen a.d.Alz 2 (Standort) | Bauernhaus des Vierseithofes | Tuffquaderbau, profilierte Geschossbänderung, Eckpilaster, bezeichnet mit dem Jahr 1845                                                     | D-1-71-122-28 Wikidata | BW   |
| Neukirchen a.d.Alz 3 (Standort)                       | Haustür                      | Neugotisch, nach Mitte 19. Jahrhundert | D-1-71-122-29 Wikidata | BW   |
| Neukirchen a.d.Alz 62 (Standort)                      | Katholische Kirche St. Maria | spätgotische Saalkirche, 1439–55, Turmunterbau spätromanisch; mit Ausstattung; Friedhofsummauerung, 18./19. Jahrhundert, teilweise erneuert | D-1-71-122-27 Wikidata | BW   |

### Weitere Ortsteile
| Lage                                  | Objekt                               | Beschreibung | Akten-Nr.              | Bild |
| ------------------------------------- | ------------------------------------ | --- | ---------------------- | ---- |
| Edenberg Edenberg 1 (Standort)        | Hofkapelle                           | Um 1840/50 | D-1-71-122-13 Wikidata | BW   |
| Edt Edt 1 (Standort)                  | Hofkapelle                           | Bezeichnet mit dem Jahr 1858; mit Ausstattung. | D-1-71-122-14 Wikidata | BW   |
| Fehenberg Fehenberg 1 (Standort)      | Hofkapelle                           | Tuffsteinbau, neugotisch, um 1850/60; mit Ausstattung | D-1-71-122-15 Wikidata | BW   |
| Feller Feller 1 (Standort)            | Bauernhaus                           | Mitterstubenbau mit Blockbau-Obergeschoss, 17./18. Jahrhundert | D-1-71-122-16 Wikidata | BW   |
| Glocken Glocken 1 (Standort)          | Bundwerkstadel                       | Südflügel des Vierseithofes, bezeichnet mit dem Jahr 1860 | D-1-71-122-17 Wikidata | BW   |
| Gutendorf Gutendorf 2 (Standort)      | Bauernhaus                           | Verputztes Brockenmauerwerk, Stuckfelder im Giebel und profilierte Balkenköpfe, zweites Viertel 19. Jahrhundert, Glockenständer bezeichnet mit dem Jahr 1868; Hauskruzifix, barock                                                    | D-1-71-122-18 Wikidata | BW   |
| Haid Haid 5a (Standort)               | Ehemaliges Bauernhaus (Altbau)       | mit Blockbau-Obergeschoss, zweite Hälfte 17. Jahrhundert | D-1-71-122-20 Wikidata | BW   |
| Haid Haider Straße (Standort)         | Weilerkapelle, sog. Haidkapelle      | kleiner Satteldachbau, erstes Drittel 19. Jahrhundert | D-1-71-122-21 Wikidata | BW   |
| Hochholzen Flur Hochholzen (Standort) | Wegkapelle                           | Bezeichnet mit dem Jahr 1953; mit Ausstattung; südwestlich des Ortes | D-1-71-122-23 Wikidata | BW   |
| Niederhofen In Niederhofen (Standort) | Wegkapelle                           | Erste Hälfte 19. Jahrhundert; mit Ausstattung | D-1-71-122-31 Wikidata | BW   |
| Niederhofen Niederhofen 2 (Standort)  | Bauernhaus                           | Stattlicher zweigeschossiger Satteldachbau mit befenstertem Kniestock, Geschossbänderung und Putzgliederung, wohl um 1870; Hoftor, bezeichnet mit dem Jahr 1876; Hütte, mit Bundwerk und Getreidekasten, bezeichnet mit dem Jahr 1840 | D-1-71-122-30 Wikidata | BW   |
| Oberwinkl Oberwinkl 2 (Standort)      | Ehemaliges Nebenhaus, jetzt Wohnhaus | verputztes Fleckenmauerwerk mit Eckpilaster, sowie rautenförmiger Dachuntersicht und Hochlaube, 1839 | D-1-71-122-33 Wikidata | BW   |
| Rabensberg Aich 1 (Standort)          | Feldkapelle                          | 19. Jahrhundert; südwestlich des Ortes | D-1-71-122-34 Wikidata | BW   |
| Röckenwagen Aigner Feld (Standort)    | Feldkapelle                          | Wohl von 1831 | D-1-71-122-37 Wikidata | BW   |
| Röckenwagen Röckenwagen 2 (Standort)  | Hütte                                | Ostflügel des Vierseithofes, mit Bundwerk und Bemalung, bezeichnet mit dem Jahr 1818 | D-1-71-122-36 Wikidata | BW   |
| Roidham In Roidham (Standort)         | Kapelle                              | Tuffstein mit Kreuzdach und Dachreiter, bezeichnet mit dem Jahr 1907; mit Ausstattung | D-1-71-122-38 Wikidata | BW   |
| Wagenhofen Wagenhofen 1 (Standort)    | Bildstock                            | Gemauert, Mitte 19. Jahrhundert; an der Straße Niederhofen-Wiesen-Halsbach | D-1-71-122-41 Wikidata | BW   |